# Cephalosorus
Cephalosorus é um género botânico pertencente à família Asteraceae.